# 维利·凯泽
维利·凯泽（德語：Willy Kaiser，1912年1月16日—1986年7月24日），德国男子拳击运动员。他曾代表德国参加1936年夏季奥林匹克运动会拳击比赛，获得男子112磅级金牌。他在第二次世界大战期间被苏联方面抓获，直到1949年才获释。